# Pilophorus juniperi
Pilophorus juniperi är en insektsart som beskrevs av Knight 1923. Pilophorus juniperi ingår i släktet Pilophorus och familjen ängsskinnbaggar. Inga underarter finns listade i Catalogue of Life.